# Plecia longiforceps
Plecia longiforceps är en tvåvingeart som beskrevs av Oswald Duda 1934. Plecia longiforceps ingår i släktet Plecia och familjen hårmyggor. Inga underarter finns listade i Catalogue of Life.